# Redaktion
Redaktion, en arbetsgrupp inom ett massmedium eller på Internetcommunities. Redaktionen brukar ledas av en chefredaktör som i allmänhet är ansvarig utgivare. Andra ledare för en redaktion kan vara redaktionschef eller nyhetschef.
På  dagstidningar och andra större massmedier finns ofta flera olika redaktioner. Med centralredaktion avses oftast den viktigaste och största redaktionen på en dagstidning. Centralredaktionen ligger oftast på tidningens utgivningsort.